# 藤島町
藤島町（ふじしままち）は、かつて山形県東田川郡におかれていた町。2005年10月1日に、鶴岡市、羽黒町、櫛引町、朝日村、温海町と合併し、鶴岡市となった。

## 地理
- 山:
- 河川:藤島川、赤川、京田川
- 湖沼:

### 面積
2004年10月時点
総面積：63.22 km2
- 農地：39.30 km2
- 森林：10.84 km2
- 宅地：3.76 km2

### 隣接していた自治体
- 東田川郡：庄内町、三川町、（旧）羽黒町

## 歴史
- 1876年（明治9年）
  - 4月15日 - 西荒谷村が藤岡村に改称する[2]。
  - 12月11日 - 上七曲村・下七曲村・四ツ興屋村が合併し、三和村が発足する[2]。
- 1889年（明治22年）4月1日 - 町村制の施行により、須走村、三和村、藤岡村、古郡村、大川渡村、下中野目村のうち旧工藤村を除く部分、野田目村、越後京田村、谷地興屋村、藤島村が藤島村として発足[3]。
- 1914年（大正3年）11月1日 - 東栄村、泉村との境界変更[4]。
- 1917年（大正6年）8月19日 - 八栄島村との境界変更[5]。
- 1919年（大正8年）8月23日 - 横山村、渡前村との境界変更[6]。
- 1922年（大正11年）5月10日 - 藤島村が町制施行して藤島町となる[7]。
- 1928年（昭和3年）8月20日 - 大字藤島と渡前村大字上藤島の境界を変更[8]。
- 1949年（昭和24年）9月1日 - 大字下中野目字佐渡端と東栄村大字下中野目・上中野目の境界を変更[9]。
- 1954年（昭和29年）12月1日 - 東田川郡藤島町、東栄村、長沼村、八栄島村が合併[10]。
- 1955年（昭和30年）1月10日 - 東田川郡渡前村を編入[11]。
- 1958年（昭和33年）4月1日 - 羽黒町との境界を変更[12]。
- 1962年（昭和37年）11月1日 - 羽黒町との境界を変更[13]。
- 1965年（昭和40年）4月1日 - 羽黒町との境界を変更[14]。
- 1992年（平成4年）5月28日 - 余目町との境界を変更[15]。
- 1998年（平成10年）8月18日 - 羽黒町との境界を変更[15]。
- 2001年（平成13年）6月4日 - 余目町との境界を変更[16]。
- 2005年（平成17年）
  - 2月18日 - 余目町との境界を変更[16]。
  - 10月1日 - 合併により鶴岡市となる[17]。

## 地名
大字名・町名の出典：

### 旧藤島町
- 藤浪1 - 5丁目
- 藤の花1 - 2丁目
- 大字藤島
- 大字越後京田：越後国からの移民が開村したと言われている[19]。
- 大字大川渡
- 大字下中野目
- 大字須走
- 大字野田目
- 大字藤岡：前身となる藤岡村は、1876年4月15日に、のちの櫛引町域にあった西荒屋村との混同を避けるために、藤島と鶴岡から1文字をとって名付けられた[2][20]。
- 大字古郡
- 大字三和
- 大字谷地興屋

### 旧東栄村
- 大字関根：現在の藤島関根。

- 大字上中野目
- 大字川尻
- 大字工藤
- 大字鷺畑
- 大字添川
- 大字蛸井興屋
- 大字東堀越
- 大字楪
- 大字無音（）

### 旧長沼村
- 大字長沼

### 旧八栄島村
- 大字小中島
- 大字豊栄（）
- 大字八色木

### 柳久瀬渡前村
- 大字渡前（わたまえ）
- 大字荒俣
- 大字新屋敷
- 大字上藤島
- 大字砂塚
- 大字大半田
- 大字平形
- 大字宝徳
- 大字幕野内
- 大字箕升新田
- 大字柳久瀬
- 大字和名川

## 行政

### 町村長
| 代   | 氏名       | 就任年月日 | 退任年月日 | 備考       |
| ---- | ---------- | ---------- | ---------- | ---------- |
|      | 山本善教   |            |            | [ 21 ]     |
|      | 加藤清記   |            |            | [ 22 ]     |
|      | 山本清一郎 |            |            | [ 23 ]     |
|      | 豊田徳治   |            |            | [ 23 ]     |
|      | 三浦喜一郎 |            |            | [ 23 ]     |
|      | 山本清一郎 |            |            | [ 23 ]     |
|      | 草島千代吉 |            |            | [ 23 ]     |
|      | 富樫喜太郎 |            |            | [ 23 ]     |
|      | 白旗源治   |            |            | [ 23 ]     |
|      | 太田伝内   |            |            | [ 23 ]     |
|      | 前田金太郎 |            |            | 1957年時点 |
|      | 村上与市   |            |            | 1964年時点 |
|      | 加藤康郎   |            |            | [ 25 ]     |
| 最後 | 阿部昇司   |            |            | [ 26 ]     |

## 人口
2004年10月時点
- 人口：11,875人
  - うち65歳以上：3,272人
- 人口密度：188人/km2

2004年時点
- 出生数：87人/年
- 合計特殊出生率：1.62

## 産業
産業別の就業者数は、2000年時点では製造業が1,666人と最も多く、次に農業が1,246人、サービス業が1,227人となっていた。

### 農業
農産物の作付面積は、2004年時点では米が2,740ヘクタール（ha）と最も多く、次に大豆が549haとなっていた。同年の米の収穫量は16,100トンであった。
2005年2月時点の販売目的の家畜数は、採卵鶏の飼育数が114,565羽となっており、山形県内では酒田市に次いで2番目の多さであった。また、同時点の肉用牛の飼育数は901頭で、庄内地域では酒田市に次いで2番目の多さであった。

### 商業
商店数は2004年時点で123店、飲食店は2001年時点で28店あった。

## 姉妹都市・提携都市
- 名寄市（北海道）
  - 1996年（平成8年）から都市提携[35]。

## 教育
- 小学校（藤島町立）- 2004年度の4校合わせた学級数は36組、児童数は689人であった[36]。
  - 藤島小学校
  - 渡前小学校
  - 東栄小学校
  - 長沼小学校
- 中学校
  - 藤島町立藤島中学校 - 2004年度の学級数は12組、生徒数は385人であった[37]。
- 高等学校
  - 山形県立庄内農業高等学校

## 交通

### 鉄道路線
- 東日本旅客鉄道（JR東日本）
  - 羽越本線：藤島駅

### 道路
- 高速道路
- 一般国道
  - 国道345号
- 都道府県道
  - 主要地方道
    - 山形県道50号藤島由良線

## 名所・旧跡・観光スポット・祭事・催事
- 長沼温泉
- 筍沢温泉
- 湯の澤温泉
- 東田川文化記念館[38]

## 出身有名人
- 斎藤三郎右衛門 - 政治家、衆議院議員
- 斎藤真三郎 - 政治家、衆議院議員
- 斎藤外市 - 発明家、実業家、政治家
- 渋谷米太郎 - 三菱ふそう自動車会長
- 太田藤太郎 - 陸軍少将
- 西川速水 - 海軍大佐
- 齋藤正市 - 教育者
- 村上与市 - 教育者
- 竹内啓治 - 実業家
- 小野寺裕 - 実業家
- 上野隆一 - 実業家
- 斎藤志直 - 実業家
- 佐藤円治 - 俳優、大映株式会社部長
- ウド鈴木 - タレント「キャイ〜ン」
- 浅賀正治 - 彫刻家、石彫家
- 弁納才一 - 金沢大学経済学部教授
- 冨樫森 - 映画監督
- 石川浩之 - 映画監督
- 石川孝志 - 元プロレスラー、元大相撲力士
- 上林恒平 - 刀工
- 大岩戸義之 - 大相撲力士
- 日向康吉 - 農学者
- 菅原卓郎 - ロックバンド『9mm Parabellum Bullet』メンバー